# ナイジェル・アーウォン
ナイジェル・アーウォン（Nigel Ah Wong、1990年5月30日 - ）は、スーパーラグビー・モアナ・パシフィカに所属するラグビーユニオン選手。

## プロフィール
- ニュージーランドウェリントン出身。
- ポジションはウィング(WTB)、フルバック(FB)。
- 身長 193cm、体重 102kg。
- サモア代表キャップは9（2023年8月現在）でラグビーワールドカップ2023のサモア代表に選ばれた[1]。

## 来歴
5歳からラグビーを始めた。
タイタカレッジ、レッズを経て、2013年、コカ・コーラウエストレッドスパークス（現・コカ・コーラレッドスパークス）に加入。同年9月7日に行われたジャパンラグビートップリーグ1stステージ第2節の東芝ブレイブルーパス戦に途中出場で日本での公式戦初出場を果たした。
2014年、コカ・コーラレッドスパークス退団後キャンベラ・バイキングス、ブランビーズを経て、2016年、サントリーサンゴリアス(現・東京サントリーサンゴリアス)に加入。
2017年、サントリーサンゴリアス退団後、カウンティ－ズ・マヌカウを経て、同年11月には近鉄ライナーズ(現・花園近鉄ライナーズ)に加入。
2018年、神戸製鋼コベルコスティーラーズ(現・コベルコ神戸スティーラーズ)に加入。
2019年、神戸製鋼コベルコスティーラーズを退団後、マナワツ、インコンヌ、モアナ・パシフィカ、ブルーズ、モアナ・パシフィカを経て、2022年、ブルーズに復帰。